# Hugo Lentz

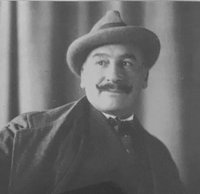
Hugo Lentz

Hugo Lentz (urspr. Lenz; * 21. Juli 1859 in Keiskammahoek, Südafrika; † 21. März 1944) war einer der erfolgreichsten Erfinder und Maschinenbauer seiner Zeit und gilt als Vollender der Dampfmaschine. Die korrekte Schreibweise seines Namens ist Lenz, aber in den englischsprachigen Ländern wurde er zu Lentz anglisiert um die korrekte Aussprache zu erhalten.

## Leben und Karriere
Hugo Lentz war der Sohn eines deutschen Hauptmanns. In seinem sechsten Lebensjahr starb sein Vater und er kehrte mit seiner Familie zu seinen Verwandten nach Deutschland zurück. In Hamburg wurde er technisch ausgebildet. Er wurde preußischer Marine-Ingenieur.

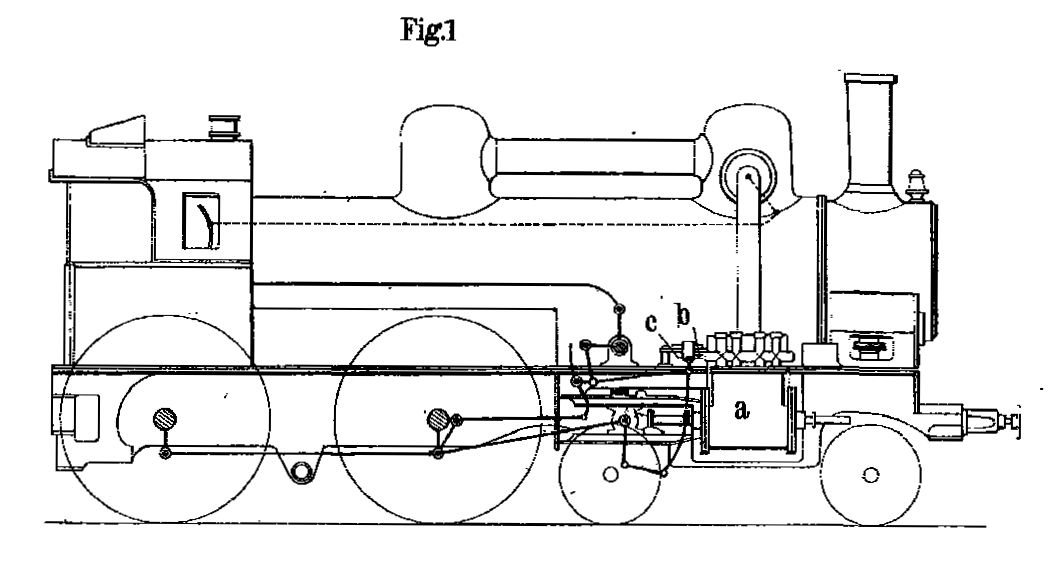
Lokomotive mit Lentz-Ventilsteuerung. Patentzeichnung von 1904

Um 1888 gründete er in Wien eine eigene Maschinenfabrik, in der er eine kleine stationäre Dampfmaschine nach eigenem Entwurf baute.
Auf der Ausstellung zu Ehren von Alessandro Voltas 1899 in Como gewann diese Dampfmaschine den ersten Preis. Lentz zog daraufhin nach Brünn, das heute in Tschechien liegt, wo er 1900 die erste Dampflokomotive mit Ventilsteuerung baute, die im selben Jahr auf der Weltausstellung in Paris mit dem Grand Prix ausgezeichnet wurde, wobei Lentz die Goldmedaille erhielt. In den folgenden Jahren verbesserte Lentz die Ventilsteuerung, indem er die vertikalen Ventile durch horizontale Ventile ersetzte, die durch oszillierende oder rotierende Nockenwellen betätigt wurden. Diese Ventilsteuerung bot vor allem beim Fahren mit kleinen Füllungen Vorteile, da die Ventile im Gegensatz zu den damals üblichen Flachschiebern auch bei kleinen Füllungen große Ein- und Auslassquerschnitte freigaben und somit weniger Strömungsverluste auftraten. Außerdem konnten die Ein- und Auslassfenster unabhängig voneinander eingestellt werden.
Lentz erwarb mehr als 2000 Patente, von denen fast 500 die Verbesserung der Dampfmaschine betrafen. Seine Ventilsteuerung wurde sowohl bei stationären Dampfmaschinen als auch bei Lokomotiven eingesetzt, bei seinem Tod im Jahr 1944 waren etwa 2000 Lokomotiven damit ausgerüstet; außerdem entwickelte er den Wellrohrkessel weiter. Nachdem Lentz 1900 sein eigenes Konstruktionsbüro gegründet hatte, folgten kurze Zeit später mehrere Vertriebsgesellschaften, mit denen er seine Patente über Lizenzverträgen vermarktete. Während des Ersten Weltkriegs entwickelte er Aufschlagzünder für Geschosse.
Hugo Lentz war Mitglied des Vereins Deutscher Ingenieure (VDI). Ihm wurden der Bauratstitel und die Ehrendoktorwürde verliehen. Während des Zweiten Weltkriegs wurde er mit dem Kriegsverdienstkreuz ausgezeichnet.

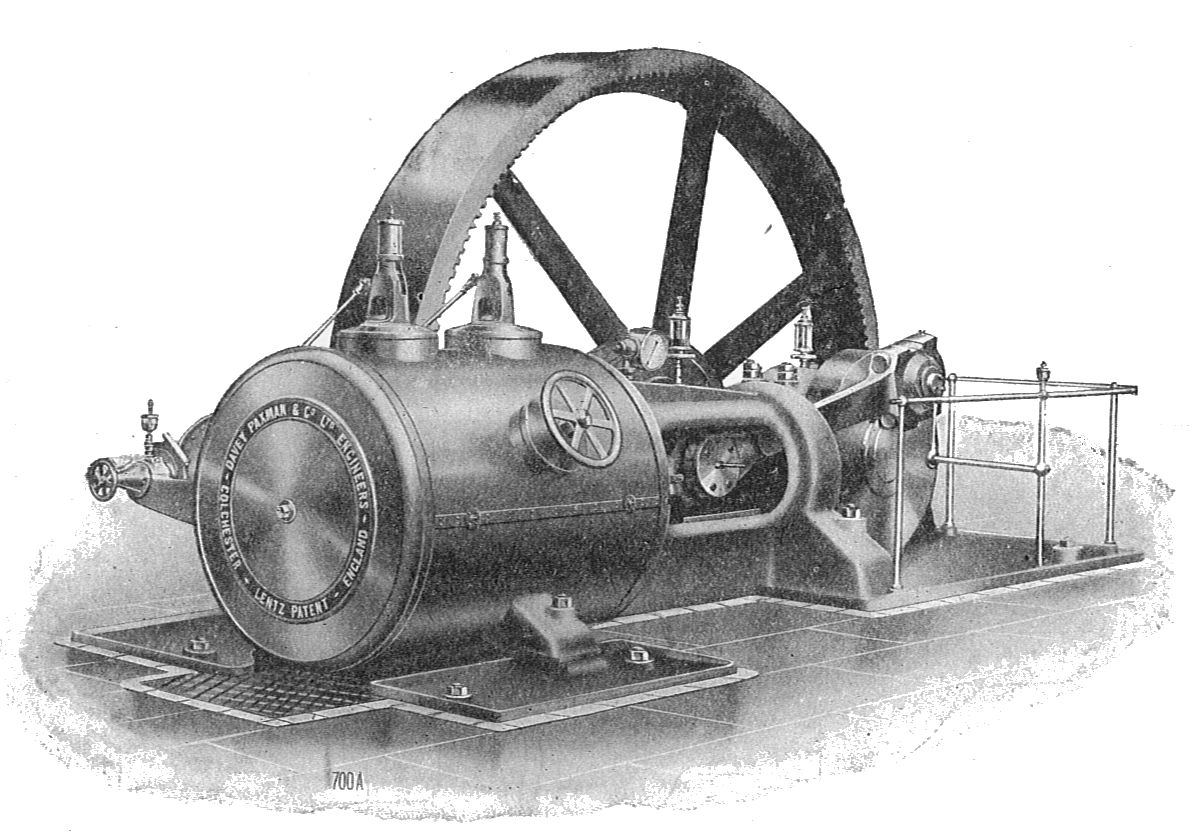
Paxman-Lentz Einzylinder-Maschine

Ab 1907 bauten Davey, Paxman & Co und später die Erie City Iron Works in Pennsylvania seine Dampfmaschinen.